# Klinkenborgh

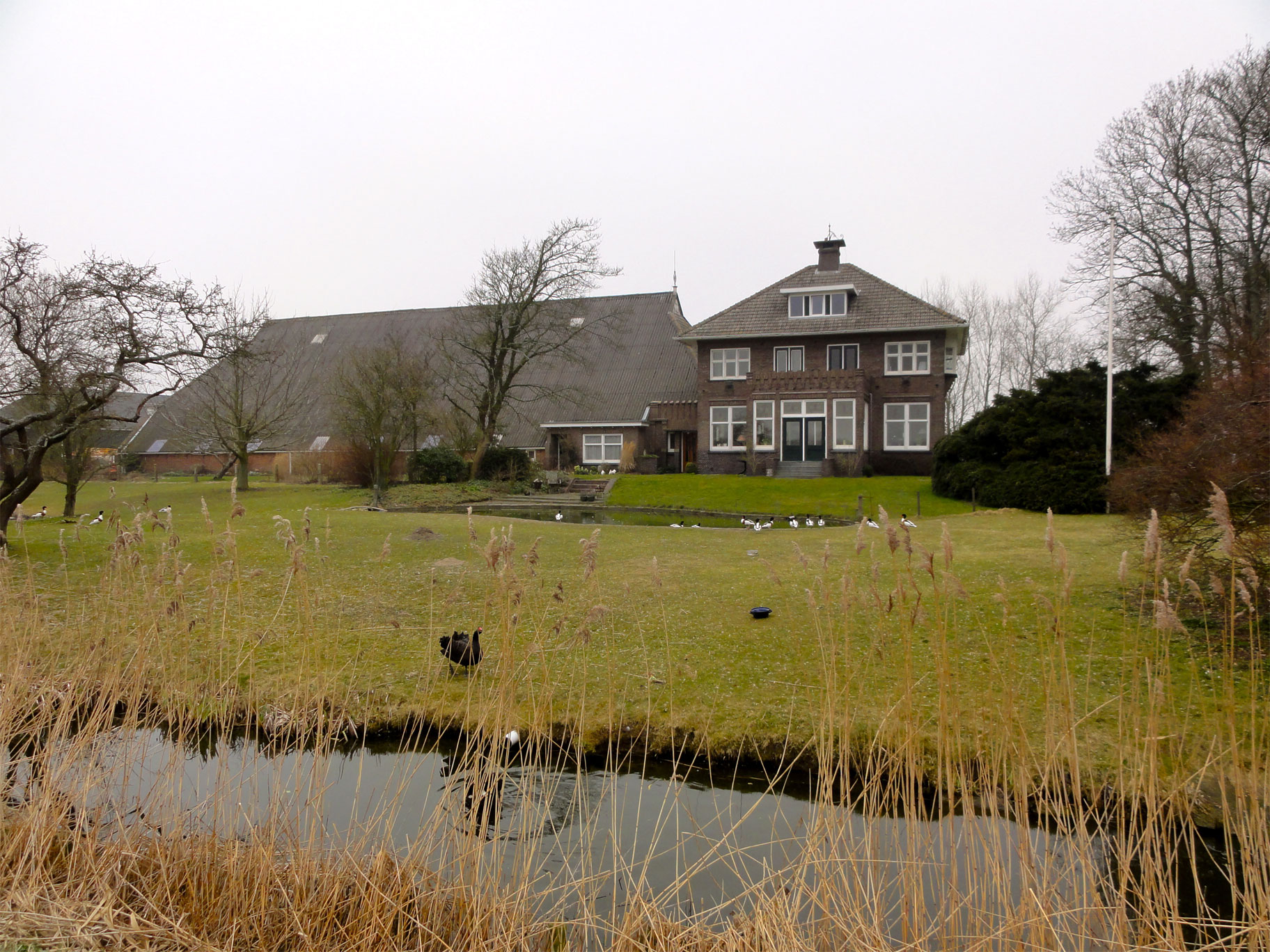
De Klinkenborgh aan de Oudedijk in Pieterburen

De Klinkenborgh is een monumentale boerderij aan de Oudedijk in Pieterburen in de Nederlandse provincie Groningen.

## Beschrijving
De Klinkenborgh is een villaboerderij van het kop-romptype. De boerderij is in 1924 gebouwd naar een ontwerp van de architect Willem Reitsema. Hij ontwierp de boerderij in de trant van de Amsterdamse School. Een soortgelijke boerderij, de Kooienburg, had hij een jaar daarvoor gerealiseerd in Zuurdijk. Een van de schuren van de boerderij de Klinkenborgh werd al in 1837 gebouwd. Het woongedeelte (de kop) aan de oostzijde is met een halsachtig gedeelte verbonden met de grote boerenschuur (de romp) aan de westzijde.
De villa is gebouwd van donkere baksteen en vertoont een symmetrisch patroon van geometrische vlakken, evenals Reitsma bij de vormgeving van Kooiburg gebruikte. Een andere overeenkomst is het grote tentdak met dakkapel en bekroond met een schoorsteen.
Het woonhuis heeft een granitovloer, een fraaie trappartij en een marmeren schouw.

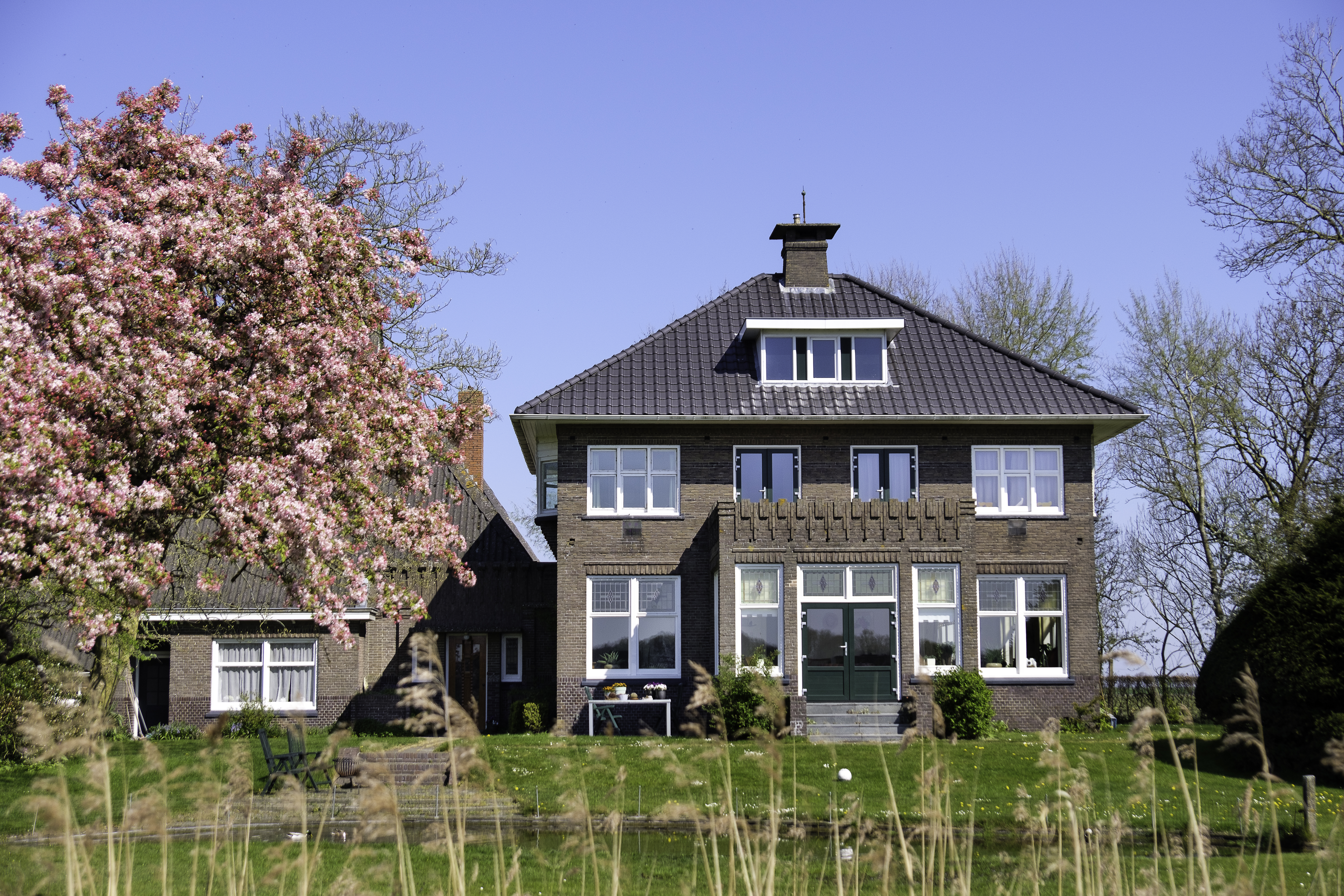
Voorhuis